# Baie Rencontre
La baie Rencontre (en anglais : Rencontre Bay) est une baie située au sud de l'île de Terre-Neuve. 

## Géographie
La baie Rencontre s'ouvre sur la côte méridionale de l'île de Terre-Neuve et le golfe du Saint-Laurent. Elle est bordée par la localité portuaire de Rencontre West et s'ouvre sur la mer au niveau de la localité de Parsons Harbour. 
La localité portuaire de François est située à une dizaine de kilomètres vers l'ouest et permet de voyager à bord des traversiers qui accostent au port de François.
La baie Rencontre est située à une cinquantaine de kilomètres au Nord des îles françaises de Saint-Pierre et Miquelon.

## Histoire
Ce lieu fut habitait autrefois par les Amérindiens de la Nation Beothuk. Les Marins-pêcheurs basques, bretons et normands arpentèrent cette région lors de leurs campagnes de pêches à la morue et aux baleines. Cette baie devait être un lieu d'échanges entre pêcheurs européens et Amérindiens.